# Soizy-aux-Bois
Soizy-aux-Bois är en kommun i departementet Marne i regionen Grand Est (tidigare regionen Champagne-Ardenne) i nordöstra Frankrike. Kommunen ligger i kantonen Montmirail som tillhör arrondissementet Épernay. År 2022 hade Soizy-aux-Bois 191 invånare.

## Befolkningsutveckling
Antalet invånare i kommunen Soizy-aux-Bois
| Referens: INSEE |